# Родін Георгій Семенович
Ро́дін Гео́ргій Семе́нович (нар. 7 (19) листопада 1897 — пом. 1976) — радянський воєначальник, генерал-лейтенант танкових військ.

## Біографія
Георгій Семенович Родін народився 7(19) листопада 1897 року в селі Болотово Орловської губернії в селянській родині. Брав участь в бойових діях Першої світової війни.Службу в царській армії закінчив унтер-офіцером.
Навесні 1918 року вступає до Червоної Армії. Восени 1919 року закінчує Орловські піхотно-кулеметні курси. Воював на фронтах Громадянської війни в Росії.
По закінченню Громадянської війни продовжив службу в РСЧА. Командував 27-м танковим батальйоном (1939 — 1940 р.р.), 24-м танковим полком (1940 р.).
В грудні 1940 року полковника Родіна Г. С. призначено командиром 23-ї танкової бригади. В березні 1941 року бригада розгорнута в 47-у танкову дивізію 18-го механізованого корпусу Одеського військового округу, а полковник Родін Г. С. призначений командиром цієї дивізії.
В складі військ 18-ї армії Південного фронту протягом літа-осені 1941 року 47-а танкова дивізія вела важкі оборонні бої на півдні України.
4 вересня 1941 року був важко поранений. Тривалий час перебував у шпиталі. Протягом 1942 року командував 142-ю та 52-ю танковими бригадами, 28-м танковим корпусом, 4-м механізованим корпусом.
4 серпня 1942 року присвоєно військове звання «генерал-майор танкових військ».
Деякий час був командуючим танковими і механізованими військами Південно-Західного фронту.
В 1943 році брав участь у створенні Уральського добровольчого танкового корпусу, став його командиром. Під командуванням генерал-майора танкових військ Родіна Г. С. Уральський добровольчий корпус відзначився в Курській битві, при звільненні Брянщини. Корпус став «Гвардійським».
7 червня 1943 року отримав військове звання «генерал-лейтенант танкових військ».
В листопаді 1943 року був вдруге поранений.
В березні 1944 року відкликаний у розпорядження командуючого бронетанковими військами. До кінця війни командував 6-ю навчальною танковою бригадою.
У 1946 році за станом здоров'я вийшов у запас. Оселився в Орлі. Деякий час очолював обласний комітет ДТСААФ, був членом обласного штабу Всесоюзного походу місцями революційної, бойової і трудової слави.
Помер генерал-лейтенант Родін Г. С. в 1976 році. Похований на Троїцькому військовому цвинтарі в місті Орел.

## Нагороди
- Орден Леніна;
- чотири ордена Червоного Прапора;
- Орден Червоної Зірки;
- медалі;
- Рішенням виконкому міської Ради трудящих від 2 листопада 1972 року за значні заслуги у звільненні Орловської області від німецьких загарбників і активну участь в громадському житті міста присвоєно звання «Почесний громадянин міста Орла».

## Пам'ять
У 1976 році вулиця Спортивна в місті Орел була перейменована на вулицю Генерала Родіна.
12 листопада 1997 року на будинку, де з 1948 по 1976 роки жив Г. С. Родін, по вулиці Салтикова-Щедріна, 49 в Орлі була відкрита меморіальна дошка.